# Anna Abrikosowa

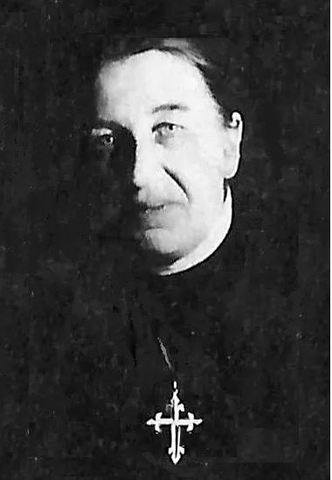
Anna Abrikosowa

Anna Abrikosowa, ros. Анна Ивановна Абрикосова, imię zakonne Katarzyna (ur. 2 stycznia 1883 w Moskwie, zm. 23 lipca 1936 w Moskwie) – założycielka pierwszej wspólnoty zakonnej w Kościele katolickim obrządku bizantyjsko-rosyjskiego, tercjarka dominikańska (OPs).

## Życiorys
Anna Iwanowna Abrikosowa urodziła się w zamożnej rodzinie kupieckiej w Moskwie. Wyjechała na studia za granicę i w 1903 ukończyła Garton College uniwersytetu Cambridge, po czym wróciła do kraju i wyszła za mąż za swojego kuzyna Władimira Abrikosowa. W czasie podróży poślubnej po Europie małżonkowie, dotąd nieprzywiązujący większej wagi do religii, przeżyli duchowe odrodzenie i zafascynowali się duchowością dominikańską. Rezultatem tego była konwersja na grekokatolicyzm – w 1908 w Paryżu uczyniła to Anna, rok później – Włodzimierz. Obydwoje uznali jednak za swoje główne powołanie szerzenie religii katolickiej (w obrządku bizantyjskim) na terenie Rosji, gdzie założyli jedną z pierwszych placówek duszpasterskich Rosyjskiego Kościoła katolickiego w Moskwie.

### Życie zakonne
Wobec rosnącej liczby wiernych, małżonkowie zdecydowali się w 1913 za zgodą Stolicy Apostolskiej na złożenie ślubów czystości, które miały przygotować ich do przejścia do stanu duchownego. Latem, w czasie pobytu w Rzymie, Abrikosowowie wstąpili do III Zakonu Dominikańskiego. Po prywatnej audiencji u Piusa X, który pobłogosławił prowadzoną przez nich działalność i polecił pozostać w obrządku wschodnim, Władimir Abrikosow został w 1917 wyświęcony na kapłana, zaś Anna założyła żeńską wspólnotę zakonną opartą na regule Trzeciego Zakonu św. Dominika. Przyjęła wówczas imię zakonne Matki Katarzyny. Do 1923 zgromadziła wokół siebie ok. 25 kobiet, które zajmowały się edukacją dzieci, tłumaczeniem na język rosyjski katolickich dzieł teologicznych oraz prowadziły wieczną adorację Najświętszego Sakramentu.
W listopadzie 1923 niemal wszystkie siostry ze wspólnoty matki Katarzyny zostały aresztowane, przedstawiono im zarzuty szpiegostwa i prowadzenia działalności kontrrewolucyjnej. Dowodem w sprawie miały być listy, jakie Abrikosowa wysyłała do swojego dawnego męża przebywającego w Rzymie, dotyczące sytuacji katolików w Rosji porewolucyjnej. Matka Katarzyna po pobycie w przejściowym więzieniu na Butyrkach została skazana na 10 lat więzienia. Przebywając w obozie, Abrikosowa nie traciła wiary, konsekwentnie podkreślała gotowość do wszelkich wyrzeczeń, a nawet męczeństwa "za kapłanów i Rosję". W miarę możliwości podtrzymywała duchowo innych więźniów.
W 1932 zdiagnozowano u niej raka piersi i pozwolono na operację oraz wyjście na wolność ze względu na stan zdrowia. Nie mogąc legalnie zamieszkać w Moskwie, osiadła w Kostromie i tylko okazjonalnie odwiedzała żyjących w podziemiu katolików ze stolicy. Jednak już w 1933 została aresztowana ponownie i skazana na kolejne osiem lat pozbawienia wolności. Zmarła w szpitalu więzienia na Butyrkach w 1936.
W 2005 reżyser Joao Cristo nakręcił film biograficzny Anna Iwanowna Abrikosowa (ros. Судьба Анны Ивановны Абрикосовой), który otrzymał III nagrodę na XX Międzynarodowym Festiwalu Katolickich Filmów i Multimediów w Niepokalanowie w 2005.